# Amtsgericht Katscher

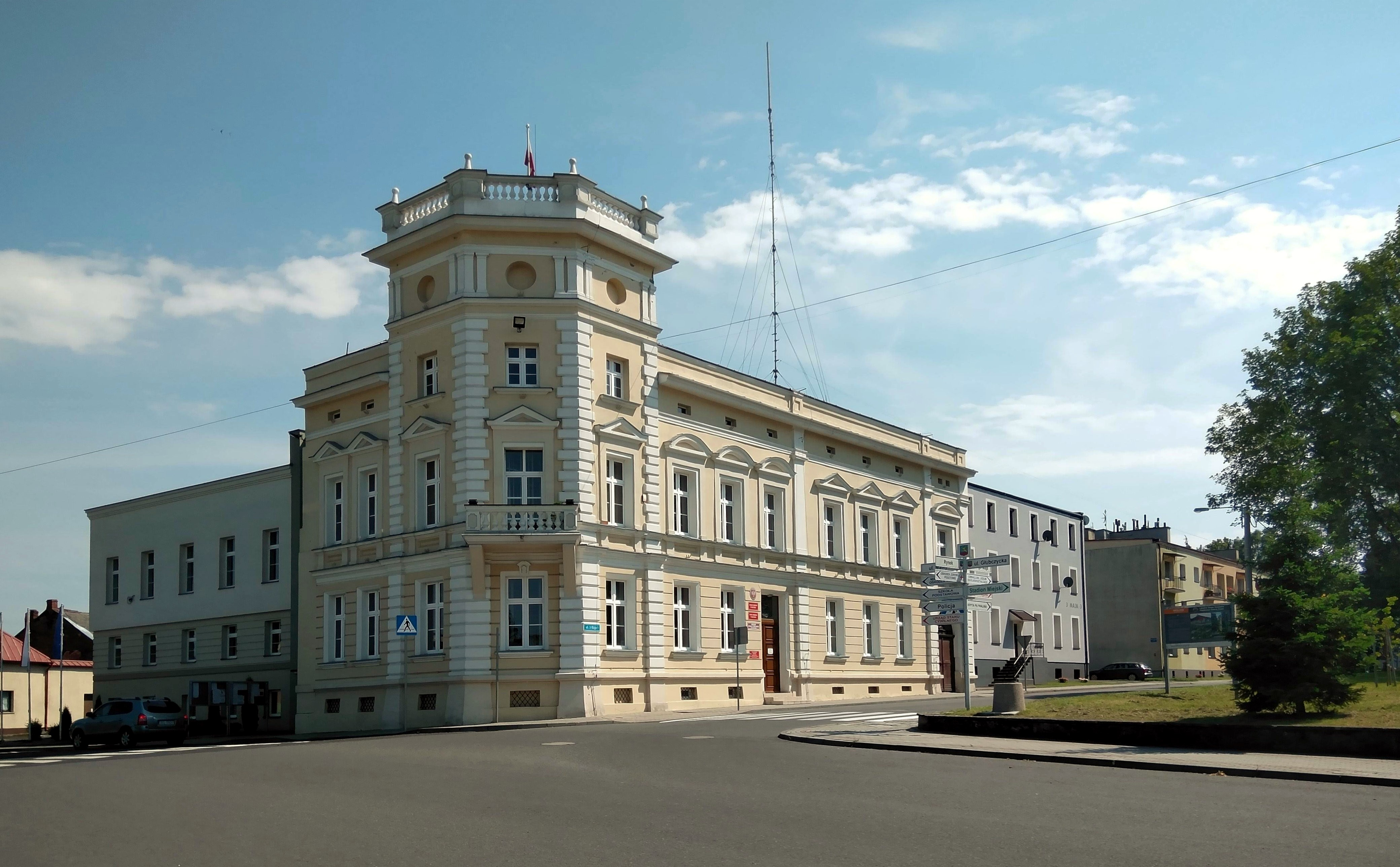
Ehem. Amtsgerichtsgebäude, heute Rathaus (2020)

Das Amtsgericht Katscher war ein preußisches Amtsgericht mit Sitz in Katscher.

## Geschichte
Das königlich preußische Amtsgericht Katscher wurde mit Wirkung zum 1. Oktober  1879 als eines von neun Amtsgerichten im Bezirk des Landgerichtes Ratibor im Bezirk des Oberlandesgerichtes Breslau gebildet. Der Sitz des Gerichtes war Katscher. Sein Gerichtsbezirk umfasste aus dem Kreis Leobschütz den Stadtbezirk Katscher und die Amtsbezirke Dirschel, Langenau, Leimerwitz, Nassiedel, Deutsch-Neukirch, Piltsch und Teile der Amtsbezirke Auschwitz und Troplowitz. Am Gericht bestanden 1880 zwei Richterstellen. Das Amtsgericht war damit ein kleines Amtsgericht im Landgerichtsbezirk.
Im Jahre 1945 wurde der Amtsgerichtsbezirk unter polnische Verwaltung gestellt, und die deutschen Einwohner wurden vertrieben. Damit endete auch die Geschichte des Amtsgerichtes Katscher.